# 杮葺

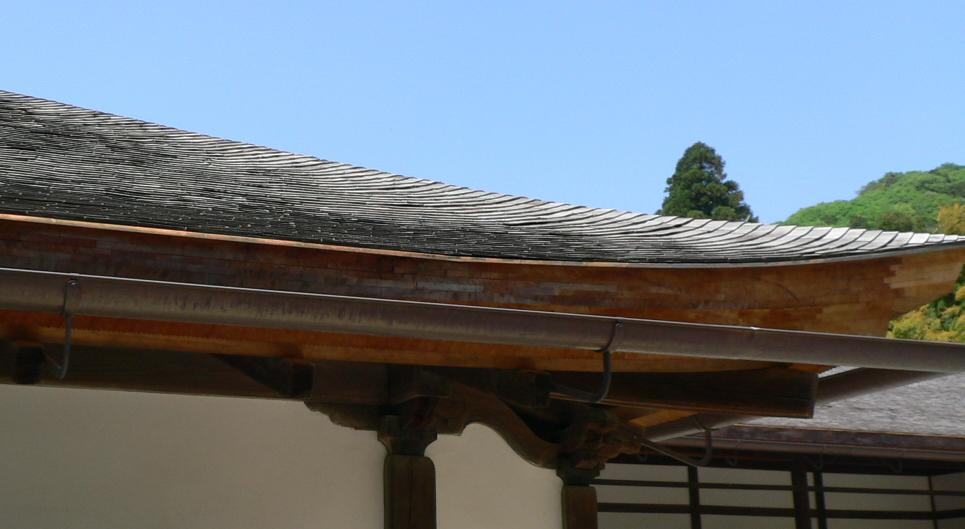
杮葺の屋根（慈照寺）

杮葺（こけらぶき）は、屋根葺手法の一つで、木の薄板を幾重にも重ねて施工する工法である。日本に古来伝わる伝統的手法で、多くの文化財の屋根で見ることができる。世界各地で古くから類似の手法が見られ、日本独特のものではない。英語ではWood Shingle roof、Shake roof等と呼ばれる。
なお、「杮（こけら）」と「柿（かき）」とは非常に似ているが別字である。「杮（こけら）」は「こけらおとし」の「こけら」同様、木片・木屑の意味。ただし、両字の関係については議論がある（「こけら落とし」参照）。
2020年「伝統建築工匠の技：木造建造物を受け継ぐための伝統技術」がユネスコ無形文化遺産に登録され、この中に「檜皮葺・杮葺」が含まれている。

## 概要

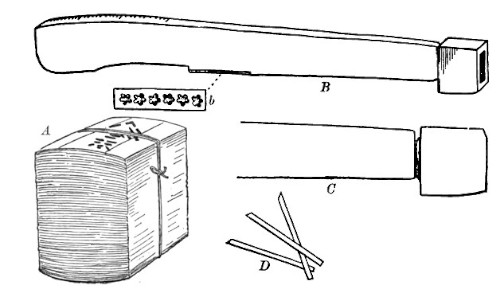
柿板の束（左下）と竹釘（右下）と金槌。エドワード・モースのスケッチ

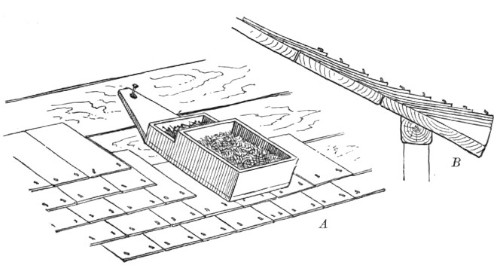
柿板葺きの作業中の釘入れ。モースによるスケッチ

板葺の一種であり、薄く短い板を重ねて葺く。曲線的な造形も可能で、優美な屋根をつくることができ、主に書院や客殿、高級武家屋敷などに用いられた。 耐用年数は20年から25年、25年程度、あるいは30年から50年。1枚1枚の杮が天然物の手作りであるため耐久性は異なり、美観を重視する際には雨雪に接する箇所を表裏・上下で入れ替えるなど継続的な目視での確認と補修が必要となる。部位や部材によりまた、瓦葺の下地として用いられることもあり、土居葺あるいはトントン葺と呼ばれる。
用いる杮板（こけらいた）の厚さにより以下の種類がある。
杮葺（こけらぶき）
最も薄い板（杮板）を用いる。板厚は2 - 3ミリメートル。ふつう一枚ずつ竹釘で打ち付ける。
木賊葺（とくさぶき）
杮板よりも厚い板（木賊板、とくさいた）を用いる。板厚は4 - 7ミリメートル。最も格の高い葺き方とされ、仙洞御所などで用いられたが、現在ではほぼ使われない。蜀山人が池上五郎右衛門（名跡）に問い合わせた所、木賊で葺くからか、板にトクサをかけるからか、由来は分からない、御所の所々で使用される技法だが御所以外の寺院などでも使用されていると回答を受けている。直接の関連は不明であるが、木賊張という塀組みの技法がある。
栩葺（とちぶき）
最も厚い板（栩板）を用いる。板厚は1 - 3センチメートル。東北地方でよくみられる。「栩」の文字は現代では「くぬぎ」としか訓読させないが類聚名義抄では「トチ」「カシノキ」とも訓読させている。

## 耐火性
可燃物による屋根材である特徴から、文化財等に関しては建築基準法3条の適用除外指定を受け消防法上の特別の対策が義務付けられており、また建築基準法22条により防火地域・準防火地域での新規の建築は大幅に制限を受ける事になる。

## 材料

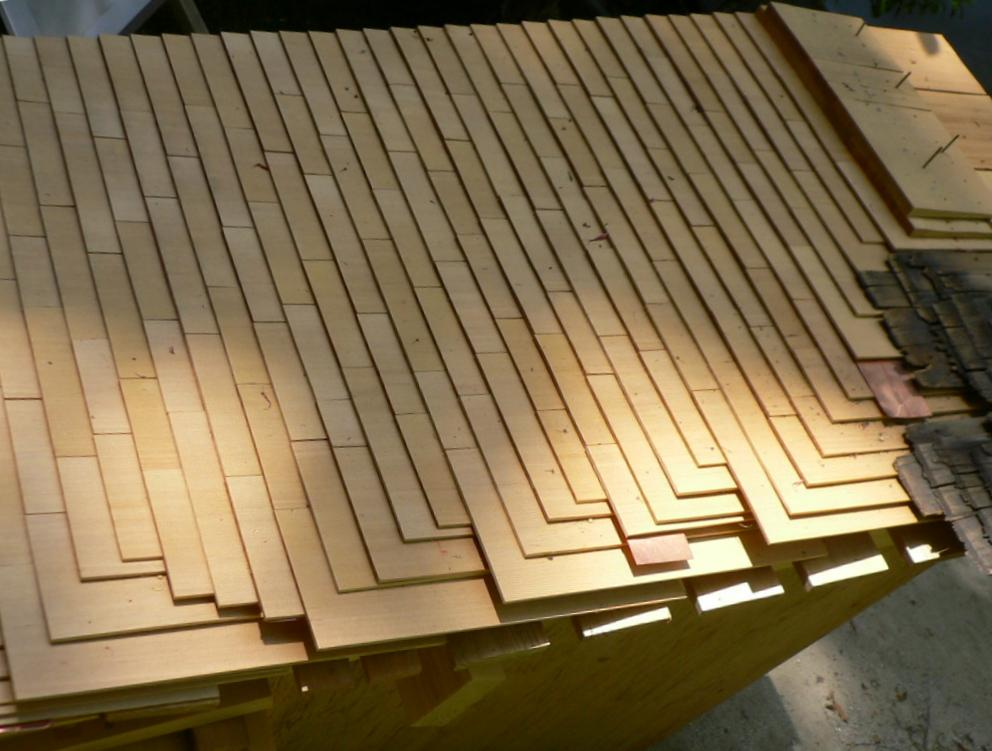
杮葺の構造見本

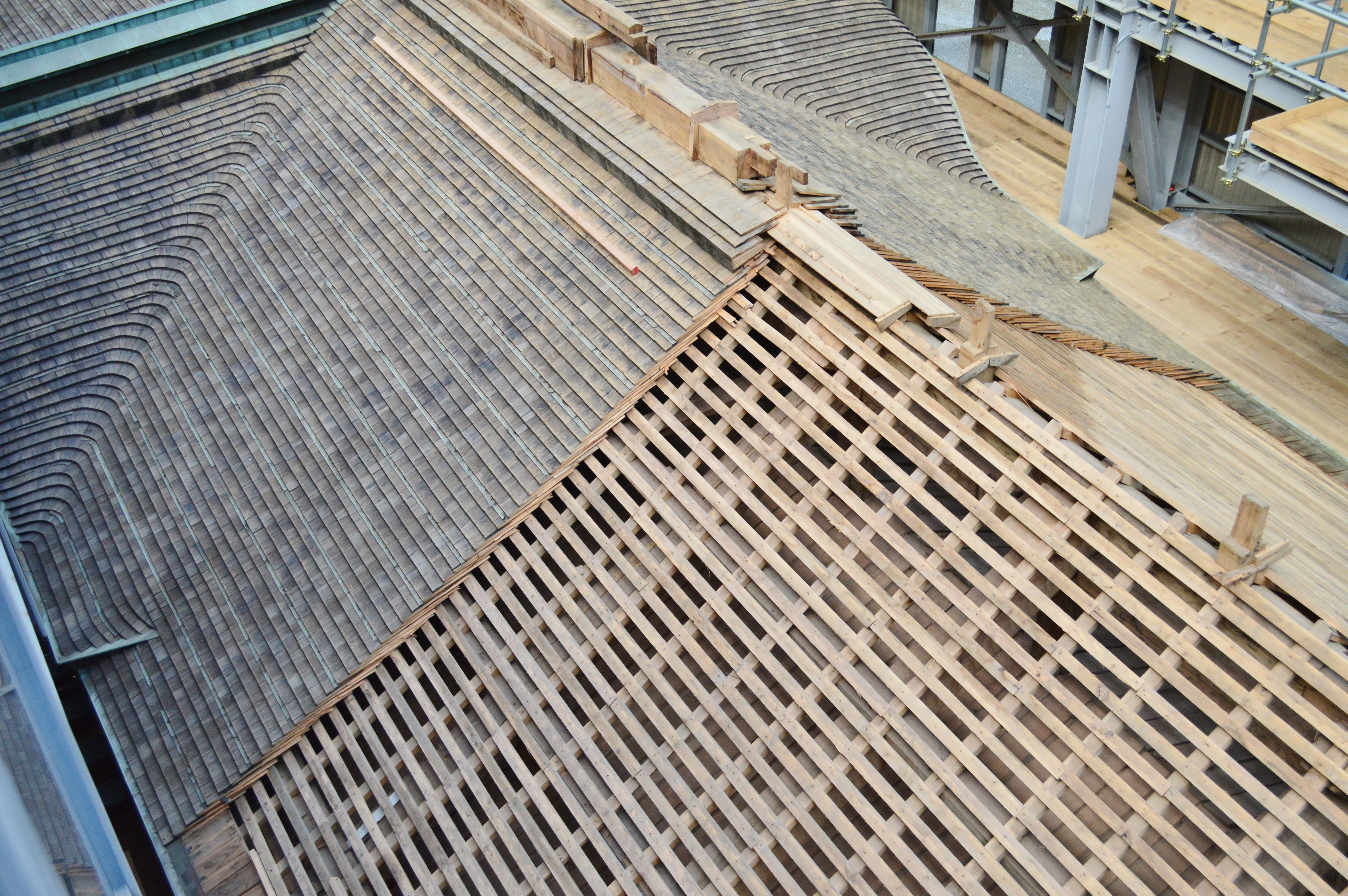
延暦寺根本中堂回廊の栩葺屋根

ヒノキ、サワラ、スギ、エノキなど、筋目がよく通って削ぎやすく、水に強い材木が用いられる。地方によってはクリやマキも用いられる。木賊葺や栩葺にも、トクサ（木賊）やクヌギ（栩）が材料として用いられるわけではない。
原木を30cm程度の輪切り(玉取り)にし、刃物でまず耐水性に劣る辺材を落とし、次に6ないし8等分に放射状に割る(ミカン割り)。次に柾目取りに割り裂いて3cm程度の厚板を取る(分取り)。板幅をそろえた(脇取り)後に決まった板厚に割り裂いて仕上げる(小割り)。板を裂いて作ることから、板を重ねたときに間に適度な隙間ができ、毛細管現象により水を吸い上げることを防ぎ耐久性が増す。
このように原木を割り裂いていくため、節があるような原木では杮板は作れない。材料の確保には手の行き届いた森林が必要であるが、林業の衰退により難しくなってきている。

## 葺き方
軒先に軒付板と呼ばれる化粧材で厚みをつくった上から平葺きする。葺足(ふきあし・上下の板をずらす間隔)は3cm程度を基本とし、左右の板の継ぎ目は上下で重ならないようにする。板は二枚重ねごとに竹釘で止める。この際、耐久性を向上するため銅の薄板を挟み込むことがある。箕甲(みのこう・破風際の曲線)では撥型に成型した板を用いる。
木目方向に割って作成した板材をつかった杮葺きは通常40年程度の耐久性があるといわれている。海外ではフロー (froe)と呼ばれる道具を使い製材する。

## 歴史
初期の杮葺は板葺に檜皮葺の技術を取り入れたものと考えられる。大山祇神社本殿や厳島神社摂社大元神社は、創建当初に檜皮葺と杮葺の両方の技術的な特徴がみられる、板葺から杮葺への過渡期と思われる葺き方であったことが修理で確認されている。杮葺という名称が確認できる最古の文献史料は『多武峰略記』(1197年)で、現存最古の杮葺は法隆寺聖霊院(12世紀前半)内の厨子であるとされる。
江戸時代までは栩葺・木賊葺も社寺建築に使用されていたが、板が厚く直線に近い屋根しか葺くことができないことから、薄板で自在性が高い杮葺へと次第に移っていった。三仏寺本堂のように、建立当時は栩葺や木賊葺であったが後世の修復で杮葺へ変わった建築物も数多い。
よって、現存する板葺の文化財は多くが杮葺で、栩葺・木賊葺は少なく屋根職人も殆どいない。

## 代表的建築物
- 杮葺
  - 室生寺金堂 - 国宝
  - 神魂神社本殿 - 国宝

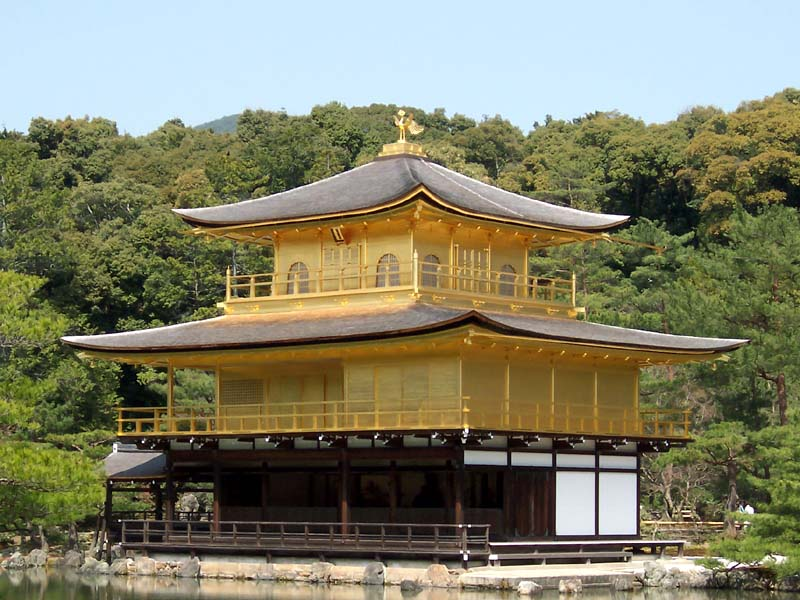
杮葺の金閣

  - 鹿苑寺舎利殿（金閣） - 国宝（焼失前）
  - 慈照寺観音殿（銀閣） - 国宝
  - 桂離宮古書院
  - 正福寺地蔵堂 - 国宝
  - 円覚寺舎利殿 - 国宝
  - 高山陣屋 -　日本遺産
  - 名古屋城本丸御殿 -2013年から2018年にかけて再建された本丸御殿は杮葺屋根が再現された。
- 木賊葺
  - 修学院離宮客殿
  - 西山荘部分的に木賊葺技法が使用されている[14]。
  - 三仏寺本堂 - 鳥取県指定保護文化財。建立当初は木賊葺、現在は杮葺。
  - 北野天満宮絵馬所 - 京都市指定有形文化財。建立当初は木賊葺、現在は瓦葺。
- 栩葺
  - 蓮華峰寺弘法堂 - 重要文化財
  - 善光寺三門 - 重要文化財。檜皮葺に葺き替えられたものを建立当初の栩葺に復旧。
  - 光明寺二王門 - 国宝
  - 白水阿弥陀堂 - 国宝